# Patricia Maldonado (nadadora)
Patricia Maldonado (15 de noviembre de 1991) es una nadadora de larga distancia y aguas abiertas venezolana. Ha nadado para Venezuela en el Campeonato Mundial de Natación en Aguas Abiertas de 2008 (5K), el Campeonato Sudamericano de Natación de 2008 y los Campeonatos Mundiales de 2009 (5K y 10K).